# Luis de Bonafonte
Luis de Bonafonte (Alfaro, ¿? - ¿Alfaro?, ¿?; fl. 1655-1678) fue un compositor y maestro de capilla español.

## Vida
De sus orígenes solo se sabe que procedía de Alfaro, en La Rioja. Su educación musical fue en la Catedral de Burgos, bajo el magisterio de Francisco Ruiz Samaniego, según información que dio el mismo Bonafonte. El hecho viene confirmado por el cabildo de la Colegiata de Vitoria, en cuyas actas se escribió «[Burgos,] de donde ha escrito un maestro de capilla, para que venga, diciéndole el salario y conveniencias que aquí tiene» y de nuevo, «se leyó una carta de el maestro de capilla de Burgos, cuyo discípulo dice ser dicho maestro [Bonafonte], en que pida sea admitido, por asegurar la dicha suficiencia».
El 8 de mayo de 1655 fue recibido como maestro de capilla de la Colegiata de Vitoria procedente de Burgos.
Solo dos años después, el 4 de agosto de 1657, partió de Vitoria para ocupar el magisterio de la Colegiata de Borja. En Borja el maestro tuvo numerosos problemas y el cabildo lo reconvino en varias ocasiones. Al parecer no cumplía con sus obligaciones, tanto en cuanto a su participación en actos públicos con hábito de coro, como en cuanto a la educación de los infantes del coro, siendo multado con penas pecuniarias. A comienzos de 1663 se despidió del cargo por «unos disgustos que había tenido», siendo sustituido por Bartolomé Longás.
Ese mismo año de 1663, el 26 de enero, se había presentado a las oposiciones al magisterio de la Catedral de Tudela, en las que no tuvo éxito. El hecho es conocido por una carta de Pascual de Olleta a Miguel de Irízar.
A finales de 1664 el maestro Pedro Baquedano, sucesor de Longás, dejó vacante el magisterio en Borja y el 14 de marzo de 1665 Luis de Bonafonte tomó posesión de nuevo del cargo de maestro de capilla. Esta segunda etapa pasó sin incidentes y con buenas relaciones con el cabildo. De hecho, le aumentaron el salario. En octubre de 1678 se despidió del cargo para regresar a su ciudad natal.

## Obra
No se conservan composiciones de Bonafonte.